# Hertník
Hertník (allemand : Herrknecht), est un village de Slovaquie situé dans la région de Prešov.

## Histoire
Première mention écrite du village en 1351.

## Démographie

### Évolution de la population
| Année:               | 1994. | 2004.   | 2014.   | 2024.   |
| -------------------- | ----- | ------- | ------- | ------- |
| Nombre de personnes: | 970   | 1004    | 1025    | 1010    |
| Différence:          |       | +3,50 % | +2,09 % | -1,46 % |

| Année:               | 2023. | 2024.   |
| -------------------- | ----- | ------- |
| Nombre de personnes: | 1005  | 1010    |
| Différence:          |       | +0,49 % |